# Liste der Naturdenkmale in Langenargen
| Naturdenkmale | Anzahl |
| ------------- | ------ |
| FND           | 0      |
| END           | 9      |
| Gesamt        | 9      |

Die Liste der Naturdenkmale in Langenargen nennt die verordneten Naturdenkmale (ND) der im baden-württembergischen Bodenseekreis liegenden Gemeinde Langenargen. In Langenargen gibt es insgesamt 9 als Naturdenkmal geschützte Objekte, keine sind flächenhafte Naturdenkmale (FND), alle sind Einzelgebilde-Naturdenkmale (END).
Stand: 1. November 2016.

## Einzelgebilde (END)
| Name                                         | Bild | Kennung     | Einzelheiten | Position | Fläche Hektar | Datum        |
| -------------------------------------------- | ---- | ----------- | ------------ | -------- | ------------- | ------------ |
| Birkenallee, 18 Weißbirken, Betula verrucosa | BW   | 84350300006 | Langenargen  | ⊙        | 0,0           | 6. Dez. 1989 |
| Birnbaumallee, 22 Birnbäume, „Gelbmästler“   | BW   | 84350300004 | Langenargen  | ⊙        | 0,0           | 6. Dez. 1989 |
| 1 Sommerlinde, Tilia platyphyllos            | BW   | 84350300002 | Langenargen  | ⊙        | 0,0           | 6. Dez. 1989 |
| 1 Stieleiche, Quercus robur                  | BW   | 84350300008 | Langenargen  | ⊙        | 0,0           | 6. Dez. 1989 |
| 1 Weißbirke, Betula verrucosa                | BW   | 84350300003 | Langenargen  | ⊙        | 0,0           | 6. Dez. 1989 |
| 2 Sommerlinden, Tilia platyphyllos           | BW   | 84350300001 | Langenargen  | ⊙        | 0,0           | 6. Dez. 1989 |
| 2 Stieleichen, Quercus robur                 | BW   | 84350300007 | Langenargen  | ⊙        | 0,0           | 6. Dez. 1989 |
| 2 Winterlinden, Tilia cordata                | BW   | 84350300005 | Langenargen  | ⊙        | 0,0           | 6. Dez. 1989 |
| 2 Winterlinden, Tilia cordata                | BW   | 84350300009 | Langenargen  | ⊙        | 0,0           | 6. Dez. 1989 |
| Legende für Naturdenkmal                     |      |             |              |          |               |              |